# Corte de Apelaciones de Rancagua
La Corte de Apelaciones de Rancagua es la corte de apelaciones chilena que tiene asiento en la ciudad de Rancagua y cuyo territorio jurisdiccional actual comprende la Región del Libertador General Bernardo O'Higgins.
Fue creada por la Ley 16.899 del 14 de agosto de 1968. Su territorio jurisdiccional original comprendía las entonces Provincias de O'Higgins y Colchagua, además del Departamento de Maipo de la Provincia de Santiago.
En caso de inhabilidad o impedimento de todos sus integrantes, este tribunal se subroga recíprocamente con la Corte de Apelaciones de Talca.

## Composición
Según el artículo 56 del Código Orgánico de Tribunales (COT), la Corte de Apelaciones de Rancagua está compuesta por siete ministros, al igual que sus símiles de Arica, Antofagasta, La Serena, Talca, Temuco y Valdivia. Además de ello, tiene dos fiscales judiciales (artículo 58 del COT), cuatro relatores (artículo 59 del COT), y un secretario judicial (artículo 60 del COT).

### Composición actual
Actualmente, está compuesto por:
- Presidente: Ricardo Pairican
- Ministros:
  - Bárbara Verónica Quintana Letelier
  - Ricardo de Dios Pairicán García
  - Miguel Ángel Santibáñez Artigas.
  - Michel Anthony González Carvajal
  - Jorge Luis Fernández Stevenson
  - Marcela de Orue Ríos
  - Pedro Caro Romero
- Fiscales:
  - Joaquín Nilo
  - Álvaro Javier Martínez Alarcón
- Abogados integrantes[2]
  - Gastón Bobadilla
  - Ximena Carmona
  - Paloma Valenzuela
  - Sergio Gana
  - Marco Arellano
- Secretario:
  - Andrea Alfaro
- Oficial 1º:
  - Cristina Alejandra Silva Muñoz